# 미수 (별자리)

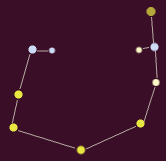
미(尾)

미수(尾宿)는 동아시아의 별자리인 이십팔수의 하나이다. 동방청룡 7수(宿) 중 여섯 번째에 해당된다.
서양 별자리의 전갈자리의 꼬리에 해당된다.

## 미수에 속한 별자리
미수에 속한 별자리들은 다음과 같다.
| 별자리 | 한자 | 별 개수 | 위치     | 별의 색 | 의미                                                          |
| ------ | ---- | ------- | -------- | ------- | ------------------------------------------------------------- |
| 미     | 尾   | 9       | 전갈자리 | 붉은색  | 후비들을 맡은 부서로 후궁이 있는 곳                           |
| 귀     | 龜   | 5       |          | 붉은색  | 길과 흉을 점쳐서 정하는 것                                    |
| 천강   | 天江 | 4       |          | 주홍색  | 태음(달)을 주관                                               |
| 부열   | 傅說 | 1       |          | 붉은색  | 후궁 및 무당이 신령께 제사를 지내고 자손의 잉태를 기도하는 것 |
| 어     | 魚   | 1       |          | 주홍색  | 음한일을 주관                                                 |
| 신궁   | 神宮 | 1       |          | 붉은색  | 후궁들이 옷을 갈아입는 내실                                   |

## 참고 문헌
- 권근 외, 『천상열차분야지도』, 서운관(書雲觀), 1395
- 이문규, 《고대 중국인이 바라본 하늘의 세계》, 문학과 지성사, 2000
- 이순지 저, 김수길.윤상철 역,《천문류초》, 대유학당, 1998
- 박창범, 《하늘에 새긴 우리역사》, 김영사, 2002